# 원초적 본능 2
《원초적 본능 2》(영어: Basic Instinct 2)는 2006년에 개봉한 1992년작 원초적 본능의 속편이다.

## 줄거리
런던에서 미국 베스트셀러 작가 캐서린 트라멜은 영국의 유명한 축구 스타 케빈 프랭크스와 함께 차를 몰고 있다. 트라멜은 프랭크스의 손을 잡고 차의 속도를 높이면서 그 손으로 자위행위를 시작하지만, 반쯤 의식을 잃은 프랭크스는 무슨 일이 일어나는지 알지 못하는 듯하다. 오르가슴에 다다른 순간, 트라멜은 도로를 벗어나 템스강의 웨스트 인디아 독스로 돌진하여 추락한다. 그녀는 프랭크스를 구하려 하지만 안전벨트를 풀 수 없다. 나중에 경찰의 질문을 받았을 때 그녀는 "결정적인 순간에 내 삶이 그의 삶보다 더 중요하다고 생각했다"고 말한다.
트라멜을 심문하는 스코틀랜드 야드 형사반장 로이 워시번은 의료 수술을 위한 전신마취 중 근육 이완에 사용되는 D-투보큐라린(DTC)이라는 신경근 차단제가 그녀의 차와 프랭크스의 몸에서 발견되었으며, 부검 결과 사고 당시 그는 호흡하지 않고 있었다는 사실을 지적한다. 워시번은 마약상이 트라멜에게 DTC를 팔았다고 주장하지만, 트라멜은 그가 거짓말을 하고 있으며 증거가 없다고 반박한다.
트라멜은 마이클 글래스 박사와 치료 세션을 시작하는데, 글래스 박사는 법원 명령에 따라 정신과 검사를 수행하고 그녀의 사건에 증언을 제공했다. 글래스 박사는 트라멜이 옳고 그름을 구별하지 못하는 자기애주의자라고 의심한다. 트라멜은 글래스를 조종하기 시작하고, 그는 그녀에게 점점 더 좌절하고 매료되지만, 그는 막 다른 정신과 의사 미셸과 관계를 시작한 상태였다. 한편, 글래스의 전 부인 데니스의 저널리스트 남자친구는 글래스의 과거 사건 중 하나를 비판하는 기사를 쓰고 있었는데, 목이 졸려 살해된 채 발견된다. 데니스와 트라멜의 마약상 '디키 펩' 살해를 포함하여 글래스 박스 주변에서 더 많은 살인 사건이 발생한다. 트라멜에 대한 그의 강박은 커지고, 그는 옳고 그름을 구별할 수 없게 된다. 경찰이 글래스를 살인 사건의 용의자로 의심하기 시작하자, 글래스를 믿는 유일한 사람인 워시번은 그에게 트라멜이 타워스와 데니스와 불륜 관계였고, 데니스의 살인 사건에 대해 마이클에게 거짓 알리바이를 제공했으며, 그녀가 그를 함정에 빠뜨리려는 진짜 살인자라고 알려준다. 그는 트라멜의 아파트에서 그녀와 대면하고, 그들은 열정적으로 성관계를 맺는다. 트라멜은 글래스에게 그녀의 다음 소설 초고인 "분석가"라는 제목의 사본을 준다. 그것을 읽은 후, 그는 트라멜이 최근 사건의 대부분을 소설화했으며, 글래스와 자신을 등장인물로 삼았다는 것을 깨닫는다. 글래스의 여자 동료인 밀레나 가도쉬 박사를 기반으로 한 등장인물은 소설에서 다음 살인 희생자로 묘사된다.
글래스는 가도쉬 박사의 아파트로 달려가 트라멜이 이미 그곳에 있는 것을 발견한다. 가도쉬는 마이클을 배신하고, 자신이 이제 트라멜을 맡았으며, 그의 면허가 취소될 것이라고 알린다. 그와 가도쉬는 몸싸움을 벌이고, 그녀는 의식을 잃는다. 트라멜은 자신이 가지고 다니는 총으로 글래스를 위협하지만, 글래스는 그녀에게서 총을 빼앗는다. 로이가 현장에 도착하고, 글래스는 그를 쏘고 경찰이 그를 제압하기 전에 트라멜에게 총을 겨눈다.
나중에 트라멜은 정신병원에 입원하여 무감각해진 듯한 글래스를 방문한다. 그녀는 자신의 소설이 베스트셀러가 되었다고 말한다. 트라멜은 글래스가 자신의 적들을 살해하고 자신을 함정에 빠뜨리기 위한 핑계로 그녀와의 근접성을 이용했다고 암시한다. 회상 또는 상상은 글래스가 살인을 저지르는 것을 보여준다. 그녀는 그가 미친 척하고 있다고 의심하며, 재판을 받을 수 없도록 워시번을 살해했다고 말한다. 그녀는 그에게 "너 없이는 해낼 수 없었어"라고 새겨진 책 사본을 준다. 트라멜은 그에게 키스하고 떠나고, 글래스는 미소를 짓기 시작한다.

## 한국판 성우진(KBS) (2008년 7월 26일)
- 강희선 - 캐서린 트라멜(샤론 스톤)
- 이재용 - 닥터 마이클 글래스(데이비드 모리시)
- 이윤선 - 로이 워쉬번(데이비드 슐리스)
- 안경진 - 밀레나 가도쉬(샬럿 램플링)
- 탁원제 - 거스트(히스코트 윌리엄스)
- 양정애 - 드니즈(인디라 바마)
- 위훈 - 리스티디스(레인 로벗슨)
- 김정아 - 미셸(플로라 몽고메리)
- 윤동기 - 애덤(휴 댄시)
- 이지환 - 퍼기(닐 마스켈)
- 박영재 - 프랭크스(스탠 콜리모어)